# Тони Ромбола
Тони Ромбола (на английски: Tony Rombola, роден на 24 ноември 1964 г.) е американски музикант, водещ китарист на бостънската хардрок група „Годсмак“ от средата на 90-те години на XX век. Той е цитиран от списание Guitar World като „изключителен“ китарист. Ромбола е и китарист на групата Another Animal, създадена в началото на 2007 г. Преди да се присъедини към групата „Годсмак“, работи като дърводелец.
Роден в Норууд, Масачузетс, Ромбола е самоук китарист, който започва да свири на единасесетгодишна възраст. Според баща му първото нещо, което се е научил да свири, е „Блек Сабат“. Започва със слушане на албуми като Led Zeppelin III, 2112 и We Sold Our Soul for Rock 'n' Roll. Първата му китара е копие на SG, преди да получи Les Paul, която продължава да използва през кариерата си. Преди да срещне вокалиста на „Годсмак“ Съли Ерна и басиста Роби Мерил в средата на 90-те години, за да създаде „Годсмак“, Ромбола свири фънк, рок, класически рок и метъл в кавър групи. Записват първото си EP през 1997 г. и дебютния си албум през 1998 г. „Годсмак“ са продали над пет милиона копия.

## Дискография

### С „Годсмак“
- All Wound Up (1997)[2]
- Godsmack (1998)[2]
- Awake (2000)[2]
- Faceless (2003)[2]
- The Other Side (2004)[2]
- Godsmack IV (2006)[2]
- The Oracle (2010)[2]
- 1000hp (2014)[2]
- When Legends Rise (2018)[2]
- Lightning Up the Sky (2023)[2]

### С Another Animal
- Another Animal (2007)

### С „Апокалипс Блус Ревю“
- The Apocalypse Blues Revue (2016)
- The Shape of Blues to Come (2018)

### С „Апокалипс Блус Ривайвъл“
- The Apocalypse Blues Revival (2020)